# Pitcairn PA-34
Les Pitcairn PA-34 et PA-33, recevant respectivement les désignations Pitcairn OP-2 — pour la United States Navy — et Pitcairn YG-2 — pour la United States Army —, étaient des autogires de reconnaissance américains, conçus et fabriqués en 1936 pour évaluation.

## Conception et développement
La Pitcairn Aircraft Company (en) construisait et développait des autogires sous licence de la Cierva Autogiro Company, proposant ses produits à la vente sous la marque Pitcairn-Cierva Autogiro Company à partir de la fin des années 1920. L'intérêt de la marine américaine pour les autogires se traduisit par l'achat de deux Pitcairn PCA-2, modifiés en plateformes d'observation biplaces et redésignées XOP-1. Les essais menés avec ces machines à partir de 1931 n'eurent qu'un succès assez limité, mais elle virent toutefois une utilisation opérationnelle lors d'un déploiement au Nicaragua en juin 1932, avec le United States Marine Corps.
À la suite du développement de systèmes de rotors et de contrôle bien plus performants, l'intérêt toujours grandissant des forces armées américaines mena à la fabrication des Pitcairn PA-33 (YG-2) et PA-34 (XOP-2). Ces deux machines, bien qu'essentiellement similaires, différaient cependant par la configuration de leur train d'atterrissage. Le PA-33 avait des jambes dotées d'amortisseur oléopneumatiques intégralement en porte-à-faux, alors que le PA-34 disposait de demi-axes installés sur une structure articulée, avec des absorbeurs oléopneumatiques reliés aux longerons du haut du fuselage.
Le fuselage était constitué de tubes en acier soudés, recouverts par du tissu et des carénages en alliages légers. Le rotor principal doté de trois pales repliables, était monté sur un bâti bipied renforcé, les deux jambes s'étirant devant et derrière le cockpit avant. La queue de l'appareil consistait en une dérive à très longue corde et un plan horizontal doté de renforts et possédant des extrémités relevées. Les surfaces de la queue étaient faites de bois recouvert de tissu, tandis que les pales du rotor étaient faites de longerons tubulaires en acier et de nervures en contreplaqué recouverts de tissu.
La disposition des deux sièges de l'appareil était en tandem, avec le pilote en position arrière, en face du support du rotor, et l'observateur en position avant, juste en dessous de la tête de rotor. La propulsion était assurée par un moteur en étoile Wright R-975E-2 (en) de 420 ch (310 kW), installé étroitement dans le nez de l'appareil à l'intérieur d'un carénage recouvrant ses barres de fixation. Le moteur était installé avec un angle important par rapport à l'axe longitudinal de l'autogire, pointant fortement vers le bas. Ceci visait à assurer un souffle constant sur la tête de rotor, afin de maintenir et pour faciliter son mise en rotation.
Le contrôle de l'appareil en vol était assurée uniquement par l'utilisation de la manette des gaz et l'inclinaison de la tête de rotor, qui était obtenue à l'aide d'une simple poignée pendante dans le cockpit arrière.

## Histoire opérationnelle
Les YG-2 et OP-2 ne furent testés par l'US Army et l'US Navy que pendant un temps assez court, avec de plus un succès limité. Après ses tests au sein de l'US Army, l'YG-2 fut récupéré par le National Advisory Committee for Aeronautics (NACA), recevant alors l'immatriculation NACA 88. Le 30 mars 1956, lors d'un test, ce dernier fut victime d'une casse au niveau du rotor, forçant son équipage à réaliser la première évacuation en vol réussie d'un aéronef à voilure tournante.

## Versions
- PA-33 : Désignation interne de la compagnie pour l'YG-2 produit pour l'US Army ;
- PA-34 : Désignation interne de la compagnie pour le XOP-2 produit pour l'US Navy ;
- YG-2 : Autogire d'essais pour l'US Army, produit à un seul exemplaire ;
- XOP-2 : Autogire d'essais pour l'US Navy, produit à un seul exemplaire.

## Spécifications techniques (PA-33/-34)
Données de Jane's all the World's Aircraft 1938, Pitcairn, A G A, Pitcairn-Cierva, Pitcairn-Larsen.
Caractéristiques générales
- Équipage : 1 pilote + 1 observateur
- Longueur : 13,23 m (pales repliées)
- Envergure : 4,575 m (pales repliées)
- Diamètre rotor : 15 m
- Hauteur : 3,52 m
- Masse à vide : 1 043 kg
- Masse typique : 1 497 kg
- Moteur : 1   moteur à 9 cylindres en étoile refroidis par air Wright R-975E-2 (en) de 420 ch (310 kW)
- Réservoirs :
  - Carburant : 250 litres ;
  - Huile : 25 litres.
- Hélice : Bipale en acier à pas variable

 Performances 
- Vitesse maximale : 225 km/h
- Vitesse de croisière : 185 km/h
- Plafond : 4 700 m
- Endurance : 3 h 26 min à la vitesse de croisière
- Montée à 1 500 m : 3,8 minutes
- Distance de décollage :
  - 41 m par vent nul ;
  - Distance nulle par vent relatif de 45 km/h.

### Article
- (en) Assen Jordanoff, « Will Autogyro Banish Present Plane ? », Popular Science, vol. 118, no 3,‎ mars 1931, p. 28–30 & 146 (lire en ligne).